# Erbschaftsteuer in Spanien
In Spanien wird bei einem Erwerb von Todes wegen eine Erbschaftsteuer und bei einer unentgeltlichen Zuwendung unter Lebenden eine Schenkungsteuer erhoben. Rechtsgrundlage ist das spanische Erbschaft- und Schenkungsteuergesetz (Impuesto sobre sucesiones y donaciones).

## Erbschaftsteuer des Staates und der autonomen Gemeinschaften
Auf dem Gebiet des Königreichs Spanien gibt es 17 autonome Gemeinschaften. Nach dem Gesetz 22/09 über die Regelung des Systems der Steuern der autonomen Gemeinschaften (Ley 22/2009, de 18 de diciembre, por la que se regula el sistema de financiación de las Comunidades Autónomas de régimen común y Ciudades con Estatuto de Autonomía y se modifican determinadas normas tributarias) haben die autonomen Gemeinschaften auf dem Gebiet der Erbschaft- und Schenkungsteuer eine beschränkte Regelungskompetenz.
Daher gibt es neben dem „staatlichen“ Erbschaftsteuerrecht, welches in ganz Spanien (mit Ausnahme des Baskenlandes und Navarra) anzuwenden ist, auch das Erbschaftsteuerrecht der autonomen Gemeinschaften. Sie haben allerdings das Gesetzgebungsrecht nur in einem gewissen Umfang. So können sie z. B. Freibeträge erhöhen oder Steuersätze senken. Von der Gesetzgebungskompetenz haben alle autonomen Gemeinschaften Gebrauch gemacht.
Das Recht der autonomen Gemeinschaft ist allerdings nur anzuwenden, wenn
- der Erblasser seinen steuerlichen Wohnsitz in der autonomen Gemeinschaft hatte und
- zusätzlich der Erwerber den steuerlichen Wohnsitz in Spanien hat.

Ansonsten bleibt es bei der alleinigen Gesetzgebungskompetenz des Staates.
Seit dem 1. Januar 2015 können Personen aus der EU oder dem EWR auch das Recht bestimmter autonomer Gemeinschaften wählen.

### Gegenstand der Besteuerung und Steuerpflicht
Die Erbschaft- und Schenkungsteuer bezieht sich auf jeden Erwerb von Gegenständen und Rechten aufgrund erbrechtlicher Nachfolge sowie von Schenkungen. Steuerpflichtig ist der Erwerber. Der Steuer unterliegt der Erwerb sowohl von in Spanien als auch im Ausland befindlichen Gegenständen oder Rechten, wenn der Erwerber seinen gewöhnlichen Aufenthalt in Spanien hat (Art. 5 span. ErbStG). Hat der Erwerber diesen Aufenthalt nicht in Spanien, so unterliegt er mit den gesamten von ihm erworbenen in Spanien befindlichen Gegenständen der Steuer (Art. 6 span. ErbStG). Seinen allgemeinen Aufenthalt in Spanien hat jeder, der dort mehr als 183 Tage jährlich verbringt oder aber dort den Schwerpunkt seiner beruflichen oder unternehmerischen Tätigkeit hat. Als in Spanien befindlich gelten neben dort vorhandenen Immobilien und beweglichen Gegenständen auch alle Rechte und Forderungen, die in Spanien erfüllt werden müssen, wie auch Einlagen bei dortigen Banken (die nach deutschem Recht zum Wohnsitz des Kontoinhabers zählen). Der Steuerpflicht unterliegen nur natürliche Personen. Körperschaften müssen Erwerbe von Todes wegen oder Schenkungen als körperschaftsteuerpflichtige Einnahmen versteuern.
Hat der Erwerber bereits bewegliche Gegenstände, Forderungen oder Rechte, die bis zu einem Jahr vor dem Erbfall dem Erblasser gehörten, in seinem Besitz, so werden diese dem Nachlasswert zugeschlagen, es sei denn, der Erwerber weist nach, dass er sie entgeltlich vom Erblasser erworben hat. Bei vorwegbezogenen Vorteilen aus Grundstücken gilt Entsprechendes mit längeren Fristen.

### Ermittlung der Steuer
Die Höhe der Steuer richtet sich einmal nach einem allgemeinen Tarif und zum anderen nach einem aufgrund persönlicher Verhältnisse ermittelten Multiplikator, der auf diesen Tarif angewandt wird. Der allgemeine Tarif steigt mit dem Wert des Erwerbes an. Der Multiplikator wird einmal in Bezug auf den Verwandtschaftsgrad, in dem der Erwerber zu dem Erblasser oder Schenker steht, zum anderen nach der Höhe des Vermögens, das der Erwerber zum Zeitpunkt des Erwerbes bereits besitzt, ermittelt. Bei dem so genannten Vorvermögen wird nur in Spanien befindliches Vermögen berücksichtigt.
Es werden folgende vier Steuerklassen gebildet:
- Steuerklasse 1: Abkömmlinge (eheliche oder nichteheliche) einschließlich Adoptivkinder unter 21 Jahren
- Steuerklasse 2: ältere Abkömmlinge und Ehepartner, Eltern, Voreltern
- Steuerklasse 3: Verwandte zweiten und dritten Grades (Geschwister, Geschwisterkinder), verschwägerte Vorfahren oder Nachfahren
- Steuerklasse 4: sonstige Personen

Der allgemeine Tarif wird gemäß der nachstehenden Tabelle als progressiver Teilmengenstufentarif ermittelt. Das heißt: Für jede Wertstufe wird die Steuer gesondert ermittelt und addiert, bis die höchste Stufe erreicht ist, ab der darüber hinaus ein fester Prozentsatz gilt.
| Erbanfall    | Steuerschuld | nächste Stufe | anwendbarer Prozentsatz vom übersteigenden Betrag |
| ------------ | ------------ | ------------- | ------------------------------------------------- |
| 0            | 0            | 7.993,46 €    | 7,65 %                                            |
| 7.993,46 €   | 611,50 €     | 15.980,91 €   | 8,50 %                                            |
| 15.980,91 €  | 1.290,43 €   | 23.968,36 €   | 9,35 %                                            |
| 23.968,36 €  | 2.037,26 €   | 31.955,81 €   | 10,20 %                                           |
| 31.955,81 €  | 2.851,98 €   | 39.943,26 €   | 11,05 %                                           |
| 39.943,26 €  | 3.734,59 €   | 47.930,72 €   | 11,90 %                                           |
| 47.930,72 €  | 4.685,10 €   | 55.918,17 €   | 12,75 %                                           |
| 55.918,17 €  | 5.703,50 €   | 63.905,62 €   | 13,60 %                                           |
| 63.905,62 €  | 6.789,79 €   | 71.893,07 €   | 14,45 %                                           |
| 71.893,07 €  | 7.943,98 €   | 78.880,52 €   | 15,30 %                                           |
| 78.880,52 €  | 9.166,06 €   | 119.757,67 €  | 16,15 %                                           |
| 119.757,67 € | 15.606,22 €  | 159.634,83 €  | 18,70 %                                           |
| 159.634,83 € | 23.063,25 €  | 239.389,13 €  | 21,25 %                                           |
| 239.389,13 € | 40.011,04 €  | 398.777,54 €  | 25,50 %                                           |
| 398.777,54 € | 80.855,08 €  | 797.555,08 €  | 29,75 %                                           |
| 797.555,08 € | 199.291,00 € | –             | 34,00 %                                           |

Der Multiplikator wird nach der folgenden Tabelle ermittelt, in der nach Steuerklassen und Vorvermögen unterschieden wird.
| Vorvermögen                     | Steuerklassen I und II | Steuerklasse III | Steuerklasse IV |
| ------------------------------- | ---------------------- | ---------------- | --------------- |
| bis 402.678,11 €                | 1,00                   | 1,5882           | 2,0             |
| 402.678,12 € – 2.007.380,43 €   | 1,05                   | 1,6676           | 2,1             |
| 2.007.380,44 € – 4.020.770,98 € | 1,10                   | 1,7471           | 2,2             |
| über 4.020.770,98 €             | 1,20                   | 1,7471           | 2,4             |

Das Produkt aus dem sich nach der Tabelle zum Grundtarif ergebenden Eurobetrag und dem Multiplikator ergibt die Steuerschuld.

### Freibeträge
Es werden folgende Freibeträge für die Erbschaftsteuer gewährt:
- Steuerklasse I: 15.956,87 €; für jedes Jahr vor dem 21. Geburtstag Erhöhung um 3.990,72 €, Höchstfreibetrag 47.858,59 €
- Steuerklasse II: 15.956,87 €
- Steuerklasse III: .7.993,46 €
- Steuerklasse IV: keinen

Behinderte Personen haben zusätzlich in Abhängigkeit von dem Grad der Behinderung einen besonderen Freibetrag von zwischen 47.858,59 € und 150.253,03 €.
Ehegatten und Abkömmlinge haben für Zahlungen aus Lebensversicherungen einen zusätzlichen Freibetrag von 9.195,49 €.
Die vom Erblasser selbst als Hauptwohnsitz (also nicht Ferienwohnung) genutzte "Heim" (z. B. Haus oder Eigentumswohnung) ist zu 95 % bis zu einem Höchstbetrag von 120.202,42 € steuerfrei,
- wenn der Erwerber (Erbe, Vermächtnisnehmer) eine Person der Steuerklasse I oder II ist und
- wenn der Erwerber das Heim zehn Jahre nach dem Erwerb behält (also nicht veräußert).[7]

Um Betriebsübergänge zu erleichtern kann sowohl bei Erwerb von Todes wegen als auch bei Schenkungen ein Freibetrag von 95 % des Wertes des Betriebes oder einer Beteiligung gewährt werden, wenn der Übergang an Ehegatten oder Abkömmlinge erfolgt. Bei Schenkungen muss der Übergeber das 65. Lebensjahr vollendet haben oder aber arbeitsunfähig sein, und der Empfänger muss Leitungsfunktionen übernehmen und das Unternehmen zehn Jahre lange betreiben, siehe Art. 20 Abs. 6 span. ErbStG.

### Verfahren und Verjährung
Der Steuerpflichtige muss sich innerhalb von 6 Monaten nach dem Erbfall erklären, wobei der Regelfall die Selbstveranlagung ist, d. h. der Steuerpflichtige muss die Steuer selbst berechnen, erklären und (bei einer Zahlstelle, also z. B. Bank) abführen. Beschränkt Steuerpflichtige können auch die Festsetzung der Steuer auf dem Amtsweg beantragen, müssen dann aber in der gleichen Frist die zur Festsetzung erforderlichen Angaben machen. Auf Antrag, der innerhalb von 5 Monaten nach dem Erwerb (i. d. R. Tod) zu stellen ist, kann die Frist auf insgesamt 12 Monate verlängert werden.
Die spanische Erbschaftsteuer verjährt gemäß Art. 25 Abs. 1 span. ErbStG in Verbindung mit 66 Bst. a) u. b) Ley General Tributaria - LGT - (span. Abgabenordnung) in vier Jahren. Die Verjährungsfrist beginnt gemäß Art. 67, 1 ff. LGT am Tag, der auf den Tag folgt, an welchem die Frist zur Einreichung der Steuererklärung oder Selbstveranlagung (Erklärungsfrist) bzw. die Frist für die Steuerzahlung endet.
Ist der Erbfall an die Gültigkeit ausländischer (mithin: von außerhalb des spanischen Hoheitsgebietes erstellten) Urkunden gebunden, beginnt die Verjährungsfrist gemäß (dem im Jahr 2003 eingefügten) Art. 25 Abs. 2 span. ErbStG erst mit der Einreichung der Steuererklärung oder Selbstveranlagung; demnach erst, wenn die Finanzverwaltung selbst Kenntnis von eigenen Rechten hat (Publizität), die diese erst bei eigenen Verwaltungsversäumnissen (Untätigkeit) nach vier Jahren einbüßt. Diese Bestimmung hat indessen keinen Ausnahmecharakter, denn in Art. 48 I Reglemento del Impuesto sobre Sucesiones y Donaciones -RISD- (span. ErbStDV) findet sich für alle Erbschaftsfälle der entsprechende Gedanke; danach beginnt die Verjährungsfrist erst nach Selbstveranlagung oder Steuererklärung. Der Publizitätsgedanke setzt sich für den Regelfall der Schenkung (von – an Spanier in Spanien) in Art. 48 II RISD für Schenkungen fort, die erst mit öffentlicher (und auf dem Hoheitsgebiet Spaniens erfolgter) Registrierung im Sinne von Art. 1227 Codigo Civil -CC- (span. BGB) Rechtskraft erlangen. Auch geben diverse Entscheidungen vom Tribunal Supremo, dem Obersten Gerichtshofs Spaniens, darüber Aufschluss, dass materiell Steuerrechtspflichten nicht durch den Ablauf von Fristen wegen eventueller Verwaltungsversäumnisse außer Kraft gesetzt werden.

## Änderungen durch die Regionen

### Abschaffung der Erbschaftsteuer durch Bagatellisierung
Wie einleitend dargelegt, haben die autonomen Gemeinschaften in gewissem Umfang eigene Gesetzgebungsbefugnis, von der sie umfangreich Gebrauch gemacht haben: So werden z. B. erhöhte Freibeträge gewährt und die Voraussetzungen für Steuerbefreiungen für Unternehmen vereinfacht. Viele autonome Gemeinschaften haben auch für die Gruppen 1 und 2 (Eltern, Kinder, Ehegatten, Partner nichtehelicher Lebensgemeinschaften) die Steuer faktisch abgeschafft. Da eine vollständige Abschaffung durch die Gemeinschaften rechtstechnisch nicht möglich ist, wurde die Steuer vielfach bagatellisiert, indem Freibeträge von 99,0 und sogar von 99,9 % des Wertes des Nachlasses eingeführt wurden.

### Autonome Gemeinschaften mit 99-%-Freibeträgen
So wurde bislang die Erbschaftsteuer innerhalb von Familien (Gruppen 1 und 2) in folgenden Gemeinschaften faktisch abgeschafft:
- Baskenland
- Navarra
- Kantabrien
- La Rioja
- Balearische Inseln[10]
- Madrid

Die Comunidad Valenciana hat 2013 die Befreiung von 99 % auf 75 % gesenkt und 2023 wieder auf 99 % erhöht.
Die Autonome Gemeinschaft der Kanarische Inseln hat die Steuerbefreiung in den Steuerklassen 1 und 2 im Juni 2012 wieder abgeschafft.
Das Gleiche gilt für die Autonome Gemeinschaft Kastilien-Leon.
Andere Gemeinschaften, wie z. B. Andalusien, gewähren zwar keine 99 % Steuerbefreiung, dafür aber erhöhte Freibeträge.
Das Recht der autonomen Gemeinschaft ist nur anzuwenden, wenn
- der Erblasser seinen steuerlichen Wohnsitz in der autonomen Gemeinschaft hatte und
- zusätzlich der Erwerber den steuerlichen Wohnsitz in Spanien hat.

Seit dem 1. Januar 2015 können Personen aus der EU oder dem europäischen Wirtschaftsraum auch das Recht bestimmter autonomer Gemeinschaften wählen.

## Vereinbarkeit mit Europäischem Recht
Der Europäische Gerichtshof (EuGH) hat mit Urteil vom 3. September 2013 entschieden, dass die spanischen Regelungen über die Besteuerung der Nicht-Residenten bei der Erbschaftsteuer die Kapitalverkehrsfreiheit verletzen, da Ausländer typischerweise nicht in den Genuss der Vergünstigungen der autonomen Gemeinschaften kommen.
Wer in der Vergangenheit spanische Erbschaftsteuer gezahlt hat, kann daher nun unter Umständen eine Rückzahlung verlangen.

## Doppelbesteuerung
Da sich die Erbschaftsteuerpflicht nach spanischem und deutschem Recht überlappen kann, ist eine Doppelbesteuerung möglich. Doppelbesteuerungsabkommen in Erbschaftsteuerangelegenheiten hat Spanien nur mit Frankreich, Griechenland und Schweden abgeschlossen, der Schweiz oder Österreich nicht. Mit Deutschland wurde erstmals 1966 ein Abkommen geschlossen, welches 2011 aktualisiert wurde.
Allerdings kann die spanische Erbschaftsteuer unter gewissen Voraussetzungen auf die deutsche Erbschaftsteuer angerechnet werden.
War der Erblasser in Deutschland unbeschränkt steuerpflichtig (Inländer), kann allerdings die auf Konten und Depots gezahlte Erbschaftsteuer nicht auf die deutsche Erbschaftsteuer angerechnet werden.
Der Europäische Gerichtshof hält nach dem gegenwärtigen Stand des Gemeinschaftsrechts aber eine solche Doppelbesteuerung für unvermeidbar, da insoweit die Rechtsentwicklung innerhalb der Europäischen Union noch nicht hinreichend fortgeschritten sei.

## Wertzuwachssteuer bei Vererbung von Grundstücken
Aufgrund des Gesetzes über eine kommunale Wertzuwachssteuer bei Grundstücken in bebauten Gebieten (Impuesto Municipal sobre el Incremento del valor de los Terrenos de Naturaleza Urbana) können die Gemeinden den Wertzuwachs von Grundstücken bei einem Eigentumswechsel besteuern. Eine solche Besteuerung wird auch im Erbfall durchgeführt. Über die Höhe der in Spanien auch abgekürzt als Plusvalia bezeichneten Steuer bestimmen die Gemeinden. Jedoch begrenzt das Gesetz in Art. 108 die Besteuerung durch Festlegung von Obergrenzen für eine zu berücksichtigende Wertsteigerung, gestaffelt nach der Einwohnerzahl der Gemeinden und nach dem Zeitraum, innerhalb dessen die Wertsteigerung eingetreten ist. Die zugrunde zu legende Wertsteigerung wird dabei auf Steigerungsbeträge von 2,7 % bis 3,7 % begrenzt, von denen 16 % bis 30 % als Wertzuwachssteuer erhoben werden können, wobei die zulässigen Prozentsätze sich nach der Größe der Gemeinde richten.